# Casa del marqués de Frómista
La casa del marqués de Frómista fue una casa noble del periodo 1400-1500 ubicada en la plaza de San Miguel de la ciudad de Valladolid. Se mantuvo en pie y en uso hasta los años 1960 en que se decidió su desmantelamiento para edificar en su solar un edificio de viviendas; desde entonces entró a formar parte del patrimonio perdido de Valladolid. En el Archivo Histórico de Valladolid se conservan legajos y folios que describen y dan noticias sobre el inmueble y sus variados habitantes.

## Propietarios e inquilinos
La primera documentación sobre esta casa de que se tiene noticia por el momento, data de mediados del siglo XVI, aunque tenía elementos arquitectónicos propios del siglo XV. Se la nombra al tratar sobre la institución del mayorazgo en la persona de Jerónimo de Benavides que heredó en 1553 todos los bienes tras la muerte de su padre Luis de Benavides, señor de Frómista. Entre las propiedades se encontraban «… unas casas principales en esta villa [Valladolid], frontero a la iglesia de San Miguel y otras pequeñas junto a ellas.» Sus lindes eran: por la derecha con casas de Bartolomé Bustamante y por la izquierda con casas de los capellanes de doña Mencía de Guevara.
En 1590 las casas principales se arrendaron a Antonio Enríquez, recibidor de la orden de San Juan.
En el siglo XVIII la casa principal (o casas principales) permanecía en activo. El historiador y cronista Manuel Canesi en su Historia de Valladolid hace una breve referencia señalando su situación: «[situada] frente a la puerta accesoria de la parroquia de San Miguel, y calle que va a las Brígidas». Esta calle, que por entonces no tenía nombre propio fue reestructurada en 1890 y llamada calle de Gardoqui —apellido que nada tiene que ver con el palacio de esta familia también ubicado en la plaza de San Miguel—. Se le puso ese nombre en recuerdo de José Gardoqui Fernández, alcalde de la ciudad de 1875 a 1877 que fue una persona muy querida por los ciudadanos.
A mediados del siglo XIX la propietaria de la casa era María Dominga Téllez de Girón Fernández de Velasco, marquesa de Frómista, Caracena, Berlanga y Toral, que no la habitaba pues tenía su residencia en Madrid. La casa medía por entonces 33,20 m por 37,35 m y estuvo alquilada hasta 1850, año en que se puso a la venta a censo reservativo. El arquitecto Julián Sánchez García hizo su valoración y Ricardo Martínez Soberano la adquirió por 36,666 reales. En el legajo correspondiente se puede leer:

[se compone] de cuarto del terreno natural, otro entresuelo y principal, patio y dos corrales; linda por su fachada principal con la plazuela titulada de San Miguel, por su costado derecho con casa del párroco o curato de San Miguel, por el izquierdo con otra casa perteneciente a la capellanía del Dirige (sic), y por lo accesorio con el convento de las monjas de Santa Brígida.

Esta descripción hace suponer que la propiedad tenía gran extensión aunque a mediados del siglo XX sólo contaba con el inmueble principal.

## Derribo
Se llevó a cabo el derribo en los años 60 del siglo XX. El profesor J.J.Martín González llegó a hacer el estudio y descripción antes de su demolición, catalogando la casa como de finales del siglo XV. Conservaba todavía su puerta de arco de piedra con grandes dovelas, su gran zaguán con techo de viguería que se apoyaba en zapatas, su patio palaciego con columnas de fuste liso de una sola pieza cuyos capiteles tenían decoración de tallos y frutos y los frentes con escudetes. El entablamento del piso alto descansaba sobre unas zapatas de madera que a su vez se apoyaban en las columnas.  Este palacio conocido como casa del marqués de Frómista pasó a incrementar el patrimonio perdido de la ciudad de Valladolid.